# Patsy Pease
Patsy Pease (Charlotte, Carolina do Norte, 5 de Julho de 1956) é uma atriz estadunidense, mais conhecida por seu papel em Days of Our Lives como Kimberly Brady Donovan.

## Biografia

### Vida Pessoal
Pease nasceu na cidade de Charlotte, na Carolina do Norte, onde viveu boa parte de sua vida. Durante o colegial, seu apelido era "Zonker". A atriz cursou artes dramáticas em uma universidade de seu estado a partir de 1973.
Em 1991, durante seu retorno a Days of Our Lives, foi revelado que sua mãe havia abusado fisicamente e psicologicamente dela por anos, o que acabou por criar vários traumas de infância na atriz. Atualmente, ela participa de grupos de ajuda para adultos traumatizados com problemas da infância, contando sua história e de como eventualmente perdoou a sua mãe.

### Carreira
O primeiro trabalho de Pease como atriz foi a garçonete Cissie Mitchell Sentell em Search for Tomorrow, um papel que foi seu de 1979 a 1982. Posteriormente, a jovem atriz conseguiria o papel que marcaria sua carreira, Kimberly Brady em Days of Our Lives, que a eternizou como um supercasal da programação diurna da televisão estadunidense, ao lado de Charles Shaughnessy, que interpretava Shane Donovan. Apesar do sucesso, em 1990, a atriz foi repentinamente retirada do programa. Em 1991 ela voltou ao programa, mas a nova participação durou pouco, pois em 1992 ela se retirou para cuidar de seu filho.

## Filmografia

### Televisão
- 1996 The Young and the Restless como Patricia Fennell
- 1994 Hardball como Gloria
- 1992 Days of Our Lives como Kimberly Brady Donovan
- 1992 Silk Stalkings como Jackie Stonewell
- 1983 Remington Steele como Sherry Webster
- 1982 Search for Tomorrow como Cissie Mitchell Sentell

### Cinema
- 2000 Two Shadows of Blue como Gwen Reynolds
- 1994 Improper Conduct como Jo Ann
- 1983 Space Raiders como Amanda
- 1980 He Knows You're Alone como Joyce